# كنغدوم
كنغدوم (باليابانية: キングダム، بالروماجي: Kingudamu) (بالإنجليزية: Kingdom) سلسلة مانغا يابانية من تأليف ياسوهيسا هارا، نشرت لأول مرة في 26 يناير عام 2006، وأقتبست إلى أنمي تلفزيوني من قبل إستديو بيرو، عرض الأنمي في 4 يونيو عام 2012.
تدور أحداث المانجا خلال فترة الدول المتحاربة في الصين القديمة ما بين عام 221 – 475 قبل الميلاد، و تـتبع المانجا مغامرات صبي غيرِ معروف و ملك شاب يسعيانِ معاً لتغيير المملكة، يمران بالكثيرِ من المعاناة و الألم و هم في طريقهم لتحقيقِ حلمهم ذلك الحلم الذي سيغير مجرى التاريخ.. تحاكي هذه المانجا حقبة تاريخية تعود إلى ما قبل الميلاد في الصين،
تلكَ الحقبة التي قسمت فيها الصين إلى سبعة ممالك كل مملكة تسعى باستمرار لفرض سيادتها على الأخرى.. و من بينِ ذلك ظهر من يحلم بتوحيد هذه الممالك تحت راية واحدة لرفع الظلم وإعلان راية السلام على أرض الصين.

## الشخصيات الرئيسية
- شين (باليابانية: 李信، بالروماجي: Ri Shin) الشخصية الرئيسة يتيم حرب وعبدٌ سابق ورث رمح وإرادة أوكي ودرع الدوق هيو حلمه أن يكون أعظم جنرال تحت السماء.
- هيو (باليابانية: 漂، بالروماجي: Hyō) يتيم حرب وصديق شين المقرب، إلتقيا معاً وعملا في مزرعة تحت كنف عائلة بسيطة شارك حلمه مع شين وطمحا ليكونا أفضل جنرالات تحت السماء لكن قدره لم يكن كما أراد.
- إيسي (باليابانية: 嬴政، بالروماجي: Ei Sei) ملك دولة شين وثاني الشخصيات الرئيسية وحفيد الملك العظيم شو الذي اقترب من توحيد الصين إلا أن المنية وافته قبل إكتمال طموحه يحلم الملك إيسي بتوحيد الصين وبالرغم من ذلك إلا أن طريقه شائك مليء بالدماء.
- أوكي (باليابانية: 王翦، بالروماجي: Ō Sen) أعظم جنرال في الممالك السبع أشتهر بقوته وفطنته تحت جناح الملك شو وكان أول جنرال من جنرالات تشين السبعة، وهو صاحب تأثير عميق على بطل القصة شين.

- كيوكاي (باليابانية: 羌瘣، بالروماجي: Kyō Kai) فتاة من عشيرة شييو سيئة السمعة، صاحبة قوة كبيرة ودهاء عال، بدأت القتال في صفوف جيش مملكة تشين واعتلت المراتب مع بطلنا تشين تحت جناح وحدته.

- كاريوتين (باليابانية: 河了貂، بالروماجي: Karyō Ten) ثالث الشخصيات الرئيسية وإستراتيجية وحدة هي شين، تعلمت على يد شوهيكون أحد أعمدة شوهيكون سابقاً، تطمح لمساعدة شين على تحقيق غايته.

- شوبنكون (باليابانية: 昌文君، بالروماجي: Shōbun-kun) اليد اليمنى للملك إيسي والمستشار الزراعي في المملكة ويعتبر من دهاة قادة تشين سياسياً واقتصادياً.

## أنمي والمانغا
وصل عدد حلقات Kingdom إلى 142 بينما عدد فصول المانغا حتى الآن 829 فصل بمعدل فصل لكل إسبوع، يذكر أن المانغا أطلقت في العام 2006 وبعد 6 سنوات أطلقت أولى حلقات المسلسل المقبتس، توقف الأنمي مؤقتا في العام 2014 ليعود في الخامس من أبريل سنة 2020.

## وصلات خارجية
- الموقع الرسمي (باليابانية)
- كنغدوم على موقع ANN manga (الإنجليزية)
- https://www.animenewsnetwork.com/encyclopedia/manga.php?id=11117 مانجا كنجدوم الموقع الرسمي
- https://youngjump.jp/kingdom/ يونج جامب (الياباني)
- https://pierrot.jp/archive/2010/tv10_07.html ستيديو بيروت كنجدوم الموسم الثاني (الياباني)
- https://pierrot.jp/archive/2020/tv20_03.html ستيديو بيروت كنجدوم الموسم الثالث (الياباني)
- https://www.nhk.jp/p/kingdom3/ts/W3LG87ZV6W/ العرض التلفزيوني الموسم الثالث NHK